# Наводнение Святого Петра (1651)
Наводнение Святого Петра (нидерл. Sint-Pietersvloed, нем. Petriflut) — так принято называть два отдельных шторма, обрушившихся на побережье Нидерландов и Северной Германии в 1651 году. Во время первого штормового прилива, 22 февраля, Восточно-Фризский остров Юст был разделен на две части. Во время второй катастрофы, 4—5 марта, город Амстердам был затоплен.

## Штормовой прилив 22 февраля 1651 года

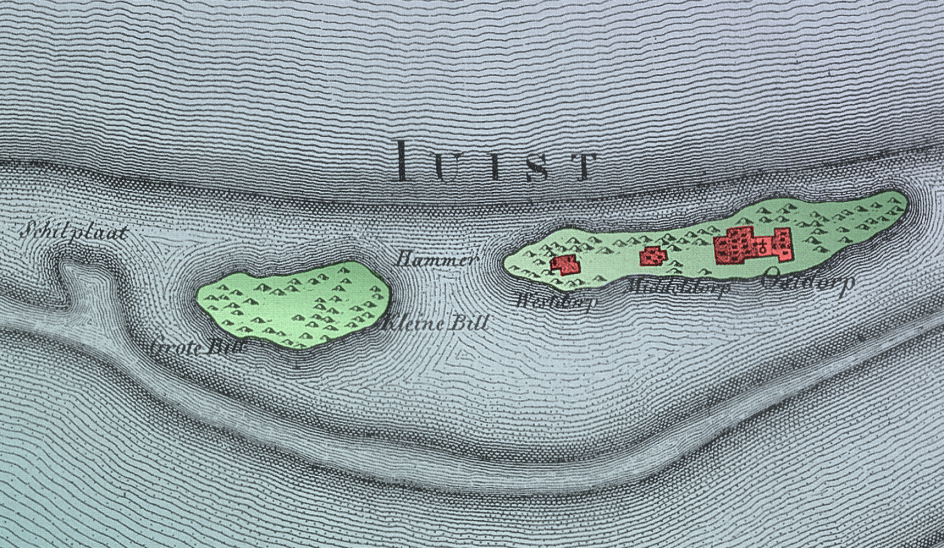
Карта острова Юст 1805 года, составленная Karl Ludwig von Lecoq. Пролив 'Hammer' на месте разделения острова.

Штормовой прилив 22 февраля обрушился на побережье Северного моря в Северной Германии, в том числе Немецкую бухту. Тысячи утонули; по некоторым сведениям, катастрофа унесла жизни 15 000 человек.
Штормовой прилив прорвал дюны островов Юст и Лангеог и разделил Юст на две части. Только в 1932 году две половинки Юста воссоединят. Западная половина острова Buise исчезла, оставив только восточную половину, теперь известную как остров Нордернай.
Прибрежные города городе Дорнум, Accumersiel, и Altensiel пострадали от штормового прилива.

## Штормовой прилив 4 — 5 марта 1651 года
Штормовой прилив в ночь с 4—5 марта 1651 в первую очередь поразил голландское побережье Зёйдерзе. В Нидерландах он считался самым мощным штормовым приливом за 80 лет.
Защитные насыпи на востоке от Амстердама прорвало в нескольких местах, вода затопила польдеры Ватерграфсмера и большую часть самого Амстердама. Два прорыва случились в Zeeburgerdijkе и на месте прежней насыпи теперь два пруда, которые сейчас есть рядом с восточным Амстердамом.
В самом польдере пять человек погибли. После разгула стихии дамбы были восстановлены, а вода откачана, и 15 июля 1652 года жители Ватерграафсмеера торжественно прошли через польдер, чтобы отметить, что он снова сухой.
Волны штормового прилива прошлись и по другим местам в Голландии. В Схевенингене, Катвейке и Ден-Хелдере дома были унесены волнами.
В недавно построенной дамбе между городами Амстердам и Харлем произошел прорыв, затопив местность вокруг Харлема. Дамбы также были прорваны в Эдаме.
Северные провинции Фрисландия и Гронинген были также затронуты.